# 琉璃河站
琉璃河站是一个京广铁路上的车站，位于北京市房山区琉璃河地区，建于1899年，目前为三等站，邮政编码为102403。目前客运：办理旅客乘降；行李、包裹托运；货运：办理整车、零担货物发到。
北京市郊铁路城市副中心线有计划西延至该站。

## 事故
1971年12月7日，451次近郊旅客列车和837次货车在京广线琉璃河站发生尾追相撞的重大行车事故，机车车辆冲上站台、摧毁站房，铁路职工和旅客死亡14人，伤22人，京广铁路正线中断行车1小时40分。